# 赫拉斯·拜厄特
赫拉斯·阿切爾·拜厄特爵士，GCMG（英語：Sir Horace Archer Byatt，1875年3月22日—1933年4月8日），是一名英国政治家，早年服務於尼亞薩蘭、英屬索馬利蘭、直布罗陀和马耳他等地，後至英屬東非，成為首任坦干伊加託管地總督，之後還曾擔任千里達及托巴哥總督。

## 生平
拜厄特於1875年3月22日出生於英国米德爾塞克斯郡托特納姆，父母分別為老赫拉斯·拜厄特（米德赫斯特文法學校教師，著名小說家赫伯特·喬治·威爾斯是他的學生）和勞拉·妮·阿切爾（Laura née Archer）；大學時期就讀於牛津大学林肯学院，1898年獲得文學學士學位。畢業後，拜厄特進入殖民地服務領域，1898年至尼亞薩蘭（今马拉维）服務，至1905年前往英屬索馬利蘭；1911年，他被任命為英屬索馬利蘭高級專員兼總司令，至1914年轉任直布罗陀輔政司，之後改任马耳他副總督及輔政司。
1916年，拜厄特成為英屬東非殖民地管理人，1920年獲委任為坦噶尼喀國際聯盟託管地首任總督，負責第一次世界大战後德國與英國之間的殖民地權力轉移工作。在任內，拜厄特被認為是一名同情非洲利益的自由派總督。卸任後，拜厄特還曾在1924年至1930年間擔任千里達及托巴哥總督兼總司令。
1933年4月8日，拜厄特逝世於伦敦，終年58歲。

## 家庭
拜厄特於1924年2月3日與阿蓋爾的奧爾加·瑪格麗特·坎貝爾（Olga Margaret Campbell）結縭，夫婦共育有三子：
- 休·坎貝爾·拜亞特爵士，KCVO，CMG（Sir Hugh Campbell Byatt，1927年－2011年），曾任英國駐安哥拉大使（英语：List of ambassadors of the United Kingdom to Angola）和駐葡萄牙大使（英语：List of ambassadors of the United Kingdom to Portugal）[8]；
- 羅納德（羅賓）·阿切爾·坎貝爾·拜亞特（Ronald (Robin) Archer Campbell Byatt，1930年－2019年），曾任英國駐辛巴威高級專員（英语：List of ambassadors of the United Kingdom to Zimbabwe）、駐紐西蘭高級專員（英语：List of High Commissioners of the United Kingdom to New Zealand）和駐安哥拉大使（英语：List of ambassadors of the United Kingdom to Angola）[9]；
- 大衛·拜亞特（David Byatt，1932年－）。

## 影響
常見於坦桑尼亚的啮齿动物斯溫納頓條紋松鼠有一個亞種以拜厄特之名命名（學名：Paraxerus vexillarius var. byatti）。